# Koudiat Bni Dghough
Koudiat Bni Dghough  (in arabo كدية بني دغوغ‎?) è un centro abitato e comune rurale del Marocco situato nella provincia di Sidi Bennour, regione di Casablanca-Settat. Conta una popolazione di 15 181 abitanti (censimento 2014).